# Markus Salcher
Markus Salcher (* 1. Juni 1991 in Klagenfurt, Kärnten) ist ein österreichischer Behindertensportler im Bereich Ski Alpin.

## Werdegang
Der seit seiner Geburt halbseitig gelähmte Kärntner, der beruflich beim Zollamt Klagenfurt arbeitet, startet im Bereich Ski Alpin in den stehenden Wettbewerben und gab zum Beginn des Jahres 2010 sein internationales Debüt. In Vancouver gelang ihm bei den Winter-Paralympics 2010 noch kein großer Erfolg. Nach Rang 20 im Slalom, schied er im Riesenslalom aus. Im Super-G erreichte er mit Rang acht ein gutes Top-10-Ergebnis. Bei der Alpinen Skiweltmeisterschaft der Behinderten 2011 erreichte Salcher in der Abfahrt Rang fünf sowie zwei neunte Plätze im Super G und in der Superkombination.
Sein Durchbruch gelang ihm bei der Alpinen Skiweltmeisterschaft der Behinderten 2013 im spanischen La Molina, wo er in der Abfahrt wie auch im Super-G die Goldmedaille gewann.
Bei den Winter-Paralympics 2014 in Sotschi gewann Salcher zwei Goldmedaillen im Stehendbewerb. Nach der ersten in der Abfahrt sicherte er sich seine zweite Goldene im Super-G vor seinem Teamkollegen Matthias Lanzinger.
Im Riesenslalom konnte Salcher sich die Bronzemedaille erarbeiten.
Bei der Alpinen Skiweltmeisterschaft der Behinderten 2015 im kanadischen Panorama gewann er Silber im Riesenslalom und in der Kombination. 2017 holte Markus Salcher Gold in der Abfahrt und im Super-G sowie Bronze in der Super-Kombination. Bei den Weltmeisterschaften 2019 holte er eine Silbermedaille in der Abfahrt und eine Bronzemedaille im Super-G.
2018 gewann er bei den Winter-Paralympics 2018 in Pyeongchang jeweils die Bronzemedaille in der Abfahrt und im Super-G.
2022 startet der 30-Jährige in China zum vierten Mal bei den Winter-Paralympics. Im ersten Rennen, der Abfahrt sowie im Super-G holt er sich die Silbermedaille.
Im Juni 2025 kündigte er an, nach der kommenden Skisaison seine Karriere zu beenden.

## Auszeichnungen
- 2008: Kärntner Behindertensportler
- 2013: Kärntner Behindertensportler
- 2014: Österreichs Behindertensportler des Jahres
- 2014: Kärntner Landesorden in Silber
- 2015: Großes Goldenes Ehrenzeichen des ÖSV[1]
- 2016: Kärntner Behindertensportler des Jahres[1]
- 2017: Österreichs Behindertensportler des Jahres
- 2020: Österreichs Behindertensportler des Jahres